# Unwetter in Südeuropa im Januar und Februar 2014
Das Unwetter in Südeuropa überzog Italien, Österreich, die Schweiz und den Balkan mit starkem Schnee und Eisregen. Als Auslöser dieses Unwetters gilt das Tief Mayla, welches im Mittelmeer wirkte.

## Österreich
In Österreich musste zeitweise die Tauernautobahn geschlossen werden. Auch die Tauernbahn war nur mit Schienenersatzverkehr in Betrieb. Von der Außenwelt abgeschnitten waren das Lesachtal, die Region Nassfeld, Bad Bleiberg und Zell-Pfarre. In der Südoststeiermark musste die Bahnstrecke der Radkersburger Bahn zwischen Spielfeld und Bad Radkersburg aufgrund des Eisregens und der Gefahr von Hangrutschungen eingestellt werden und war durch die Aufräumungsarbeiten mehrere Wochen außer Betrieb.
Mitte Februar führten große Neuschneemengen in Kärnten und der Steiermark zu großen Schäden, wo vor allem die Stromversorgung aber auch der Verkehr beeinträchtigt war.

## Italien
In Italien wurde in der Nähe von Bergamo ein Erdrutsch vermeldet. Darauf wurden zahlreiche Menschen in Notunterkünften untergebracht. Der Tiber hatte durch den andauernden Niederschlag Hochwasser erreicht. Zahlreiche Schulen in Rom wurden geschlossen. In Südtirol schneite es mehr als 400 Prozent der mittleren Schneemenge.

## Serbien
In Serbien erreichten Schneeverwehungen eine Schneehöhe von bis zu sechs Metern, welche vom Kosava-Wind verursacht worden waren. 400 Personen blieben mit ihren Fahrzeugen im Schnee stecken und wurden mit der Hilfe von Panzern oder Helikoptern befreit.

## Slowenien

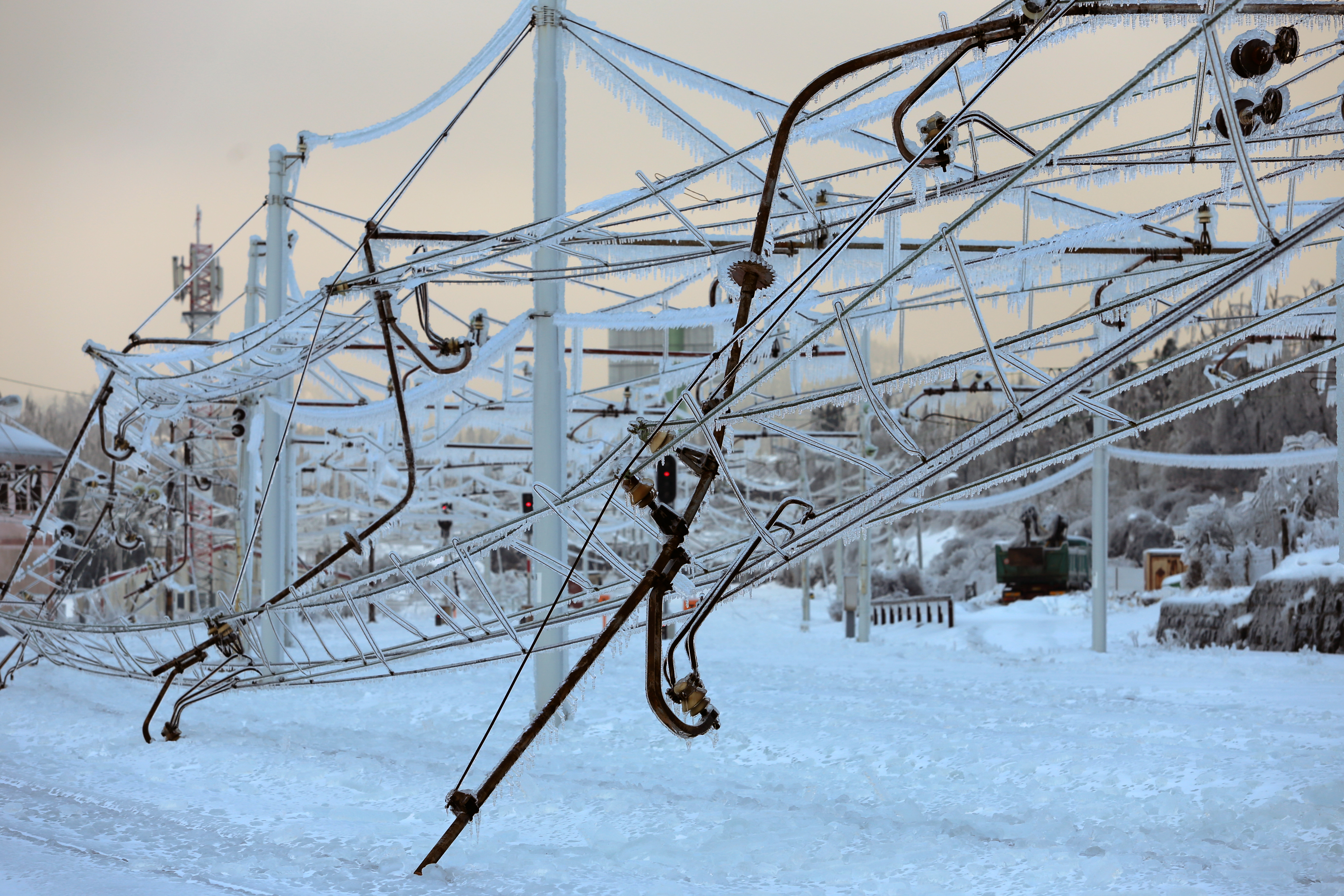
Eisregen auf den beschädigten Oberleitungen am Bahnhof in Postojna

In Slowenien kam es zu Eisregen, der in vielen Regionen zu einer bis zu fünf Zentimeter dicken Eisschicht führte. Zahlreiche Gemeinden waren von der Außenwelt abgeschnitten. 90.000 Menschen waren in Slowenien ohne Strom, unter anderem weil mehrere Leitungsmasten unter den Eismassen zusammenbrachen. 500 Tonnen Stahl mussten in dem Zusammenhang beseitigt werden. Die slowenische Regierung beantragte internationale Hilfe (siehe Amtshilfe) bei den Nachbarländern Italien und Kroatien so wie bei der EU-Kommission. Österreich schickte den Katastrophenhilfsdienst mehrerer Bundesländer mit 113 Feuerwehrangehörigen mit 65 Fahrzeugen und 27 Notstromaggregaten in das Land. Deutschland entsendete THW-Helfer aus Hessen und Bonn nach Slowenien, Tschechien sendete aus Ostrau sechs Berufsfeuerwehrleute. 500.000 Hektar Waldfläche, also 42 Prozent der Waldflächen in Slowenien, waren mit Eis überdeckt. Die Schäden werden auf 3,5 Millionen Kubikmeter Holz beziffert, was dem jährlichen regulär geschlagenen Holz in Slowenien entspricht. In der Stadt Postojna, die besonders schwer betroffen war, wurde ein Krisenzentrum eingerichtet, wo Menschen Zuflucht vor der Kälte finden konnten. Vor allem das Krankenhaus in Postojna war eine Herausforderung für die Hilfskräfte.

## Schweiz
Im Kanton Tessin fiel auf den 2. Februar innerhalb von 24 Stunden mehr als ein halber Meter Neuschnee.
Die Matterhorn-Gotthard-Bahn schloss den Autoverlad in Furka und in Oberalp und die Strecke zwischen Realp und Hospental.